# Linka 9 (metro v Paříži)

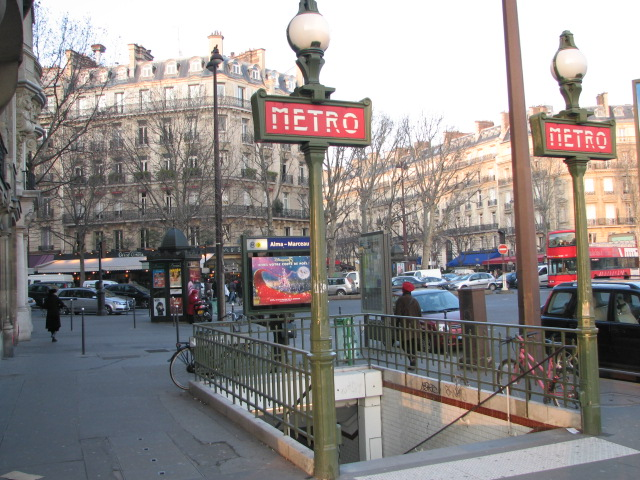
Vstup do stanice Alma - Marceau

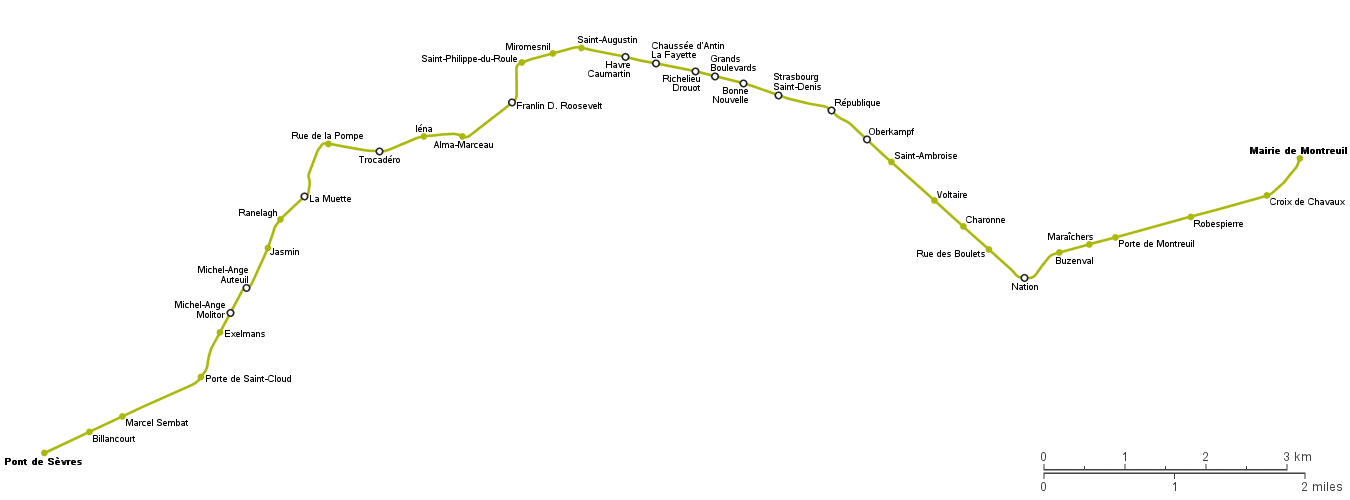
Geograficky přesná mapa dráhy

Linka 9 je jedna z linek pařížského metra a v systému MHD je značena žluto-zelenou barvou. Je první linkou, která byla budována se záměrem propojit s centrem také pařížská předměstí. Proto spojuje město Boulogne-Billancourt jihozápadně od Paříže s městem Montreuil na východě. Paříží prochází po obloukové dráze na pravé straně řeky Seiny. Linka je dlouhá 19,5 km, má 37 stanic a ročně přepraví 116,2 miliónů cestujících (2004).

## Historie
První úsek linky byl otevřen 8. listopadu 1922 v západní části Paříže mezi stanicemi Exelmans a Trocadéro. 27. května 1923 se linka rozšířila od stanice Trocadéro do Saint-Augustin. Z této stanice byla linka dále prodloužena 3. června 1923 do Chaussée d'Antin. Téhož roku 29. září byla linka prodloužena i druhým směrem od Exelmans o jednu stanici do Porte de Saint-Cloud.
Na této stanici se počítalo s napojením do stanice Porte Molitor a přes ní propojením s linkou 10. Tato větev měla sloužit především při dopravě na nedaleký stadion Parc des Princes. Projekt byl sice stavebně realizován, ale stanice Porte Molitor nebyla nikdy pro veřejnost otevřena a spojení nebylo uvedeno do provozu.
30. června 1928 se linka prodloužila od Chaussée d'Antin po Richelieu – Drouot. Spojení mezi stanicemi Richelieu – Drouot a République bylo stavebně řešeno společně s linkou 8, kdy jsou koleje obou linek vedeny pod sebou v jednom tunelu. Stanice linky 8 se nacházejí v horním patře a stanice linky 9 v dolním. Tento úsek byl uveden do provozu v roce 1931.
V roce 1929 bylo rozhodnuto o prodloužení trasy metra na předměstí. 10. prosince 1933 pokračovala linka dále až k Porte de Montreuil. 3. února 1934 byla linka rozšířena od Porte de Saint-Cloud do dnešní konečné Pont de Sèvres. Poslední rozšíření se konalo na východním konci 14. října 1937, kdy byl otevřen úsek od Porte de Montreuil do Mairie de Montreuil.
2. září 1939 byla, tak jako i mnohé jiné stanice, uzavřena z důvodu vypuknutí války a mobilizace zaměstnanců stanice Saint-Martin. Po válce byla sice na krátký čas znovu otevřena, ale poté opět zrušena, neboť leží příliš blízko sousedních stanic.

## Další rozvoj
Do budoucna jsou možnosti rozšíření linky v obou směrech. Prodloužení na východ o dvě stanice, kdy by konečnou tvořila Mur-à-Pêches, je zahrnuta do plánů rozvoje metra na roky 2014–2020.
Prodloužení na západ bylo ohlášeno počátkem roku 2008 rovněž o dvě nové stanice. Linka by vytvořila smyčku s napojením na současnou stanici Porte de Saint-Cloud. Ovšem tento projekt ještě neprošel schválením radou STIF.

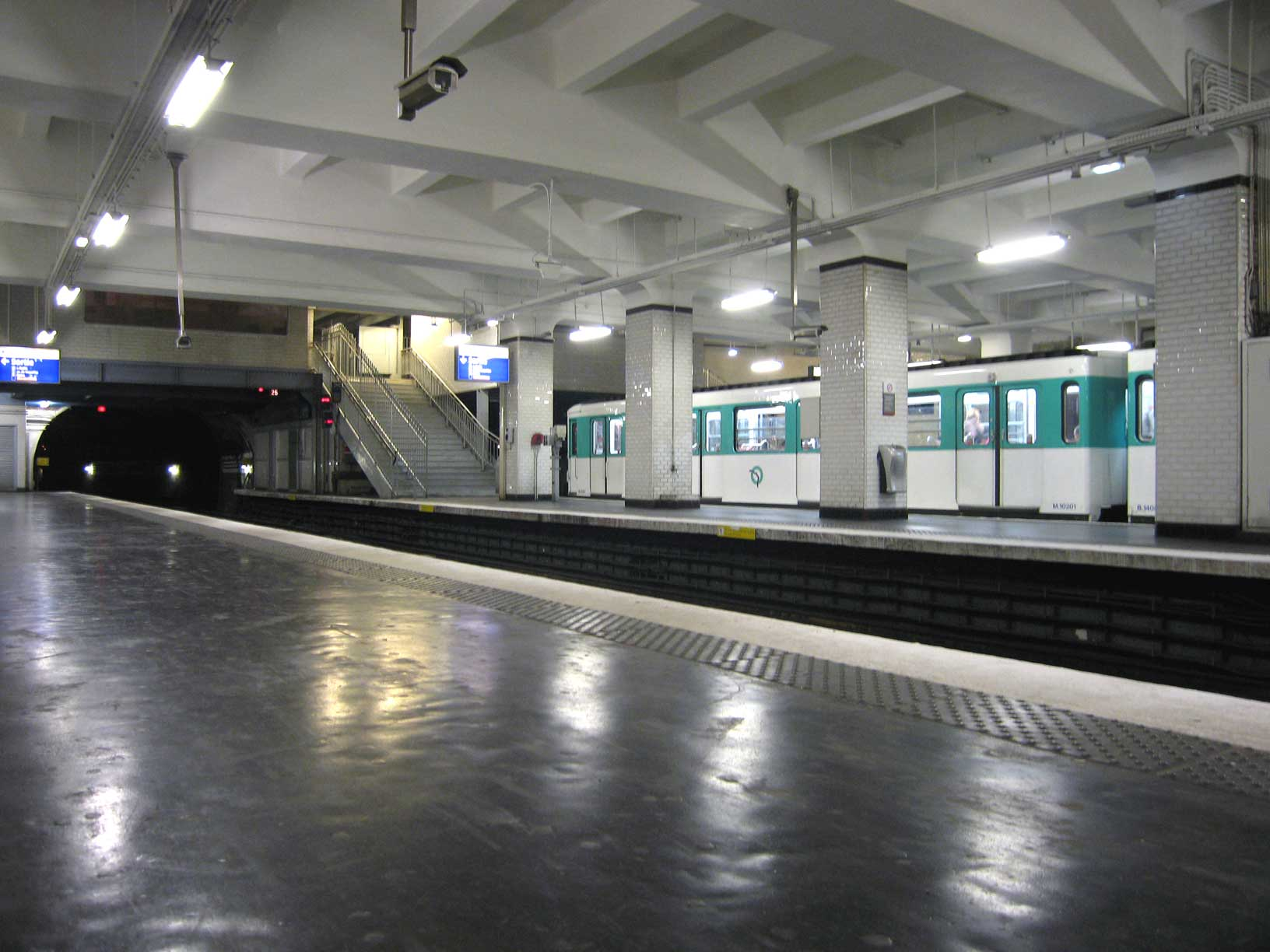
Nástupiště stanice Porte de Saint-Cloud

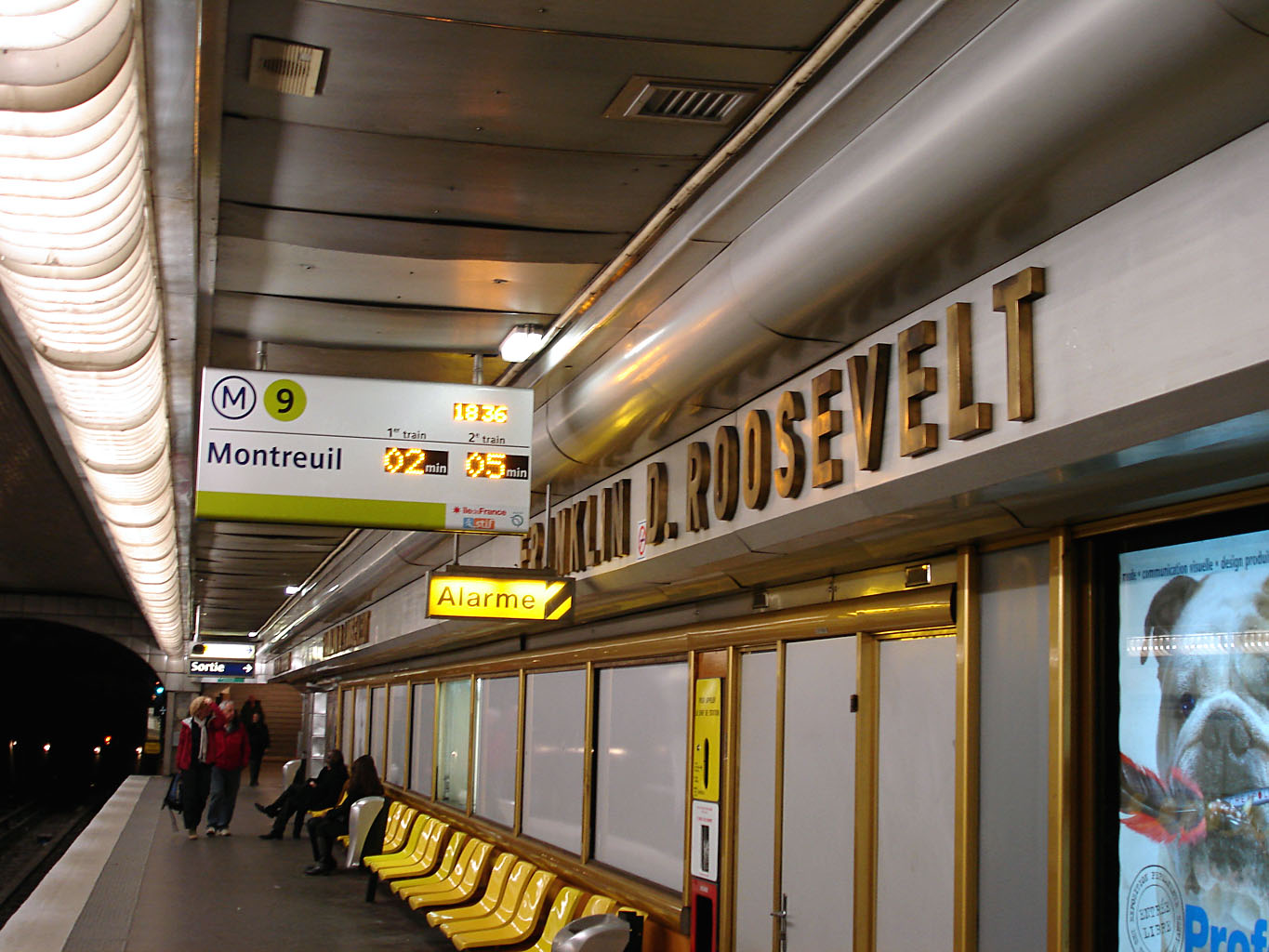
Nástupiště stanice Franklin D. Roosevelt

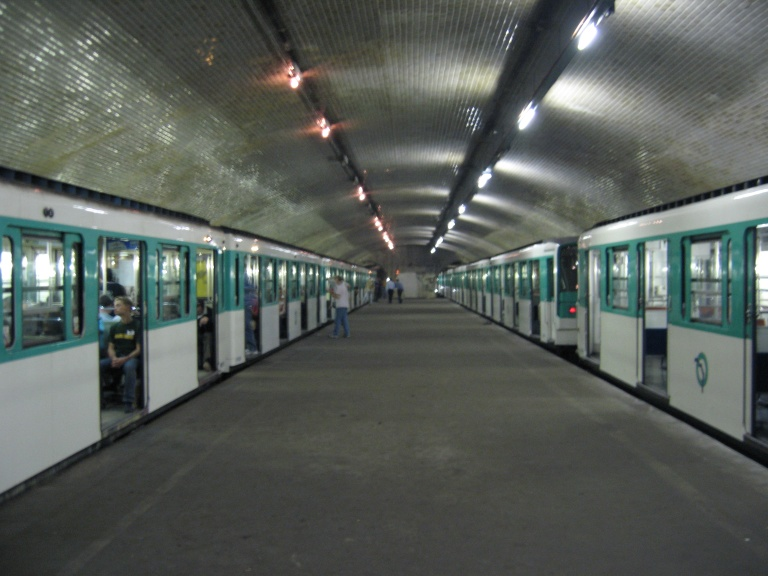
Uzavřená stanice Porte Molitor

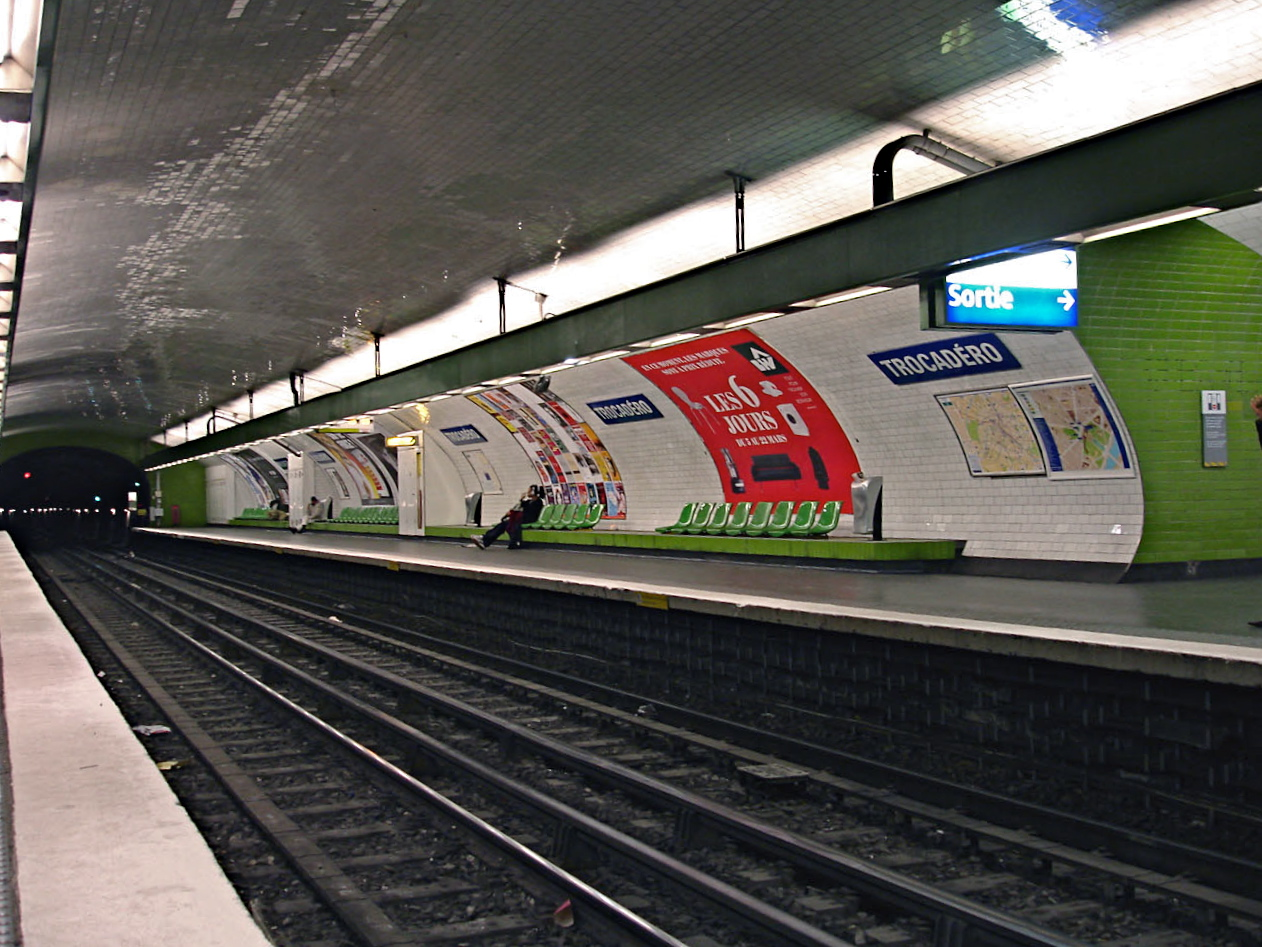
Nástupiště stanice Trocadéro

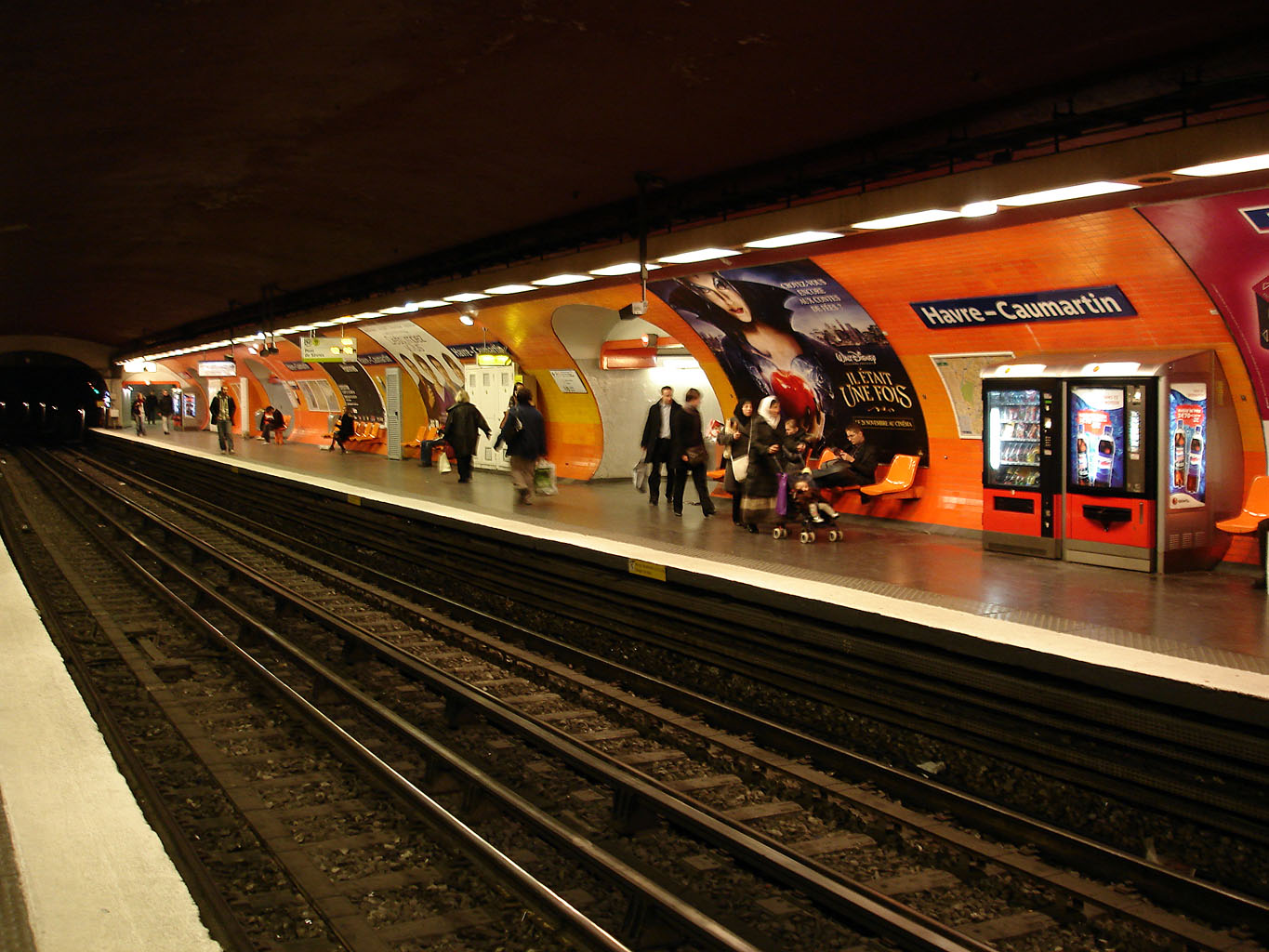
Nástupiště stanice Havre - Caumartin

## Seznam stanic

Plán linky 9

| Linka 9                       | Linka 9  |
| stanice                       | přestupy |
| ----------------------------- | -------- |
| Pont de Sèvres                |          |
| Billancourt                   |          |
| Marcel Sembat                 |          |
| Porte de Saint-Cloud          |          |
| Exelmans                      |          |
| Michel-Ange – Molitor         |          |
| Michel-Ange – Auteuil         |          |
| Jasmin                        |          |
| Ranelagh                      |          |
| La Muette                     |          |
| Rue de la Pompe               |          |
| Trocadéro                     |          |
| Iéna                          |          |
| Alma – Marceau                |          |
| Franklin D. Roosevelt         |          |
| Saint-Philippe du Roule       |          |
| Miromesnil                    |          |
| Saint-Augustin                |          |
| Havre – Caumartin             |          |
| Chaussée d'Antin – La Fayette |          |
| Richelieu – Drouot            |          |
| Grands Boulevards             |          |
| Bonne Nouvelle                |          |
| Strasbourg – Saint-Denis      |          |
| Saint-Martin (uzavřena 1939)  |          |
| République                    |          |
| Oberkampf                     |          |
| Saint-Ambroise                |          |
| Voltaire                      |          |
| Charonne                      |          |
| Rue des Boulets               |          |
| Nation                        |          |
| Buzenval                      |          |
| Maraîchers                    |          |
| Porte de Montreuil            |          |
| Robespierre                   |          |
| Croix de Chavaux              |          |
| Mairie de Montreuil           |          |